# Croatie au Concours Eurovision de la chanson 2019
La Croatie est l'un des quarante et un pays participants du Concours Eurovision de la chanson 2019, qui se déroule à Tel-Aviv en Israël. Le pays est représenté par le chanteur Roko Blažević et sa chanson The Dream. Le pays termine en demi-finale, à la 14e place avec 64 points, ce qui ne lui permet pas de se qualifier pour la finale.

## Sélection
Le diffuseur croate HRT a annoncé sa participation à l'Eurovision 2019 le 21 mai 2018.
Le 6 novembre 2018, HRT confirme le retour de l'émission Dora en tant que sélection, pour la première fois depuis 2011.

### Format
La sélection comporte une finale lors de laquelle seize artistes sont en compétition. Le gagnant est désigné par un vote combinant le télévote croate pour une moitié et un vote de jurys régionaux pour l'autre moitié.

### Chansons
Du 20 novembre 2018 au 10 janvier 2019, le diffuseur croate ouvre une période de candidatures pour les artistes souhaitant participer. Au terme de cette période, 150 chansons avaient été reçues par le diffuseur.

### Finale
La finale a lieu le 16 février 2019.
| Ordre | Artiste                             | Chanson                 | Jury  | Jury   | Televote | Televote | Total | Place |
| Ordre | Artiste                             | Chanson                 | Votes | Points | Voix     | Points   | Total | Place |
| ----- | ----------------------------------- | ----------------------- | ----- | ------ | -------- | -------- | ----- | ----- |
| 1     | Bojan Jambrošić & Danijela Pintarić | Vrijeme predaje         | 4     | 0      | 2185     | 6        | 6     | 9     |
| 2     | Jelena Bosančić                     | Tell Me                 | 2     | 0      | 947      | 0        | 0     | 13    |
| 3     | Kim Verson                          | Nisam to što žele       | 10    | 0      | 343      | 0        | 0     | 14    |
| 4     | Jure Brkljača                       | Ne postojim kad nisi tu | 29    | 2      | 2169     | 5        | 7     | 8     |
| 5     | Beta Sudar                          | Don't Give Up           | 41    | 4      | 1815     | 2        | 6     | 10    |
| 6     | Lea Mijatović                       | Tebi pripadam           | 12    | 0      | 836      | 0        | 0     | 15    |
| 7     | Gelato Sisters                      | Back to That Swing      | 23    | 1      | 1165     | 0        | 1     | 12    |
| 8     | Luka Nižetić                        | Brutalero               | 38    | 3      | 6838     | 10       | 13    | 3     |
| 9     | Elis Lovrić                         | All I Really Want       | 68    | 8      | 1194     | 0        | 8     | 7     |
| 10    | Domenica                            | Indigo                  | 19    | 0      | 1394     | 0        | 0     | 16    |
| 11    | Roko Blažević                       | The Dream               | 77    | 12     | 11524    | 12       | 24    | 1     |
| 12    | Ema Gagro                           | Redemption              | 62    | 7      | 1970     | 4        | 11    | 5     |
| 13    | Lidija Bačić                        | Tek je počelo           | 10    | 0      | 1509     | 1        | 1     | 11    |
| 14    | Lorena Bućan                        | Tower of Babylon        | 72    | 10     | 5585     | 8        | 18    | 2     |
| 15    | Bernarda Bruno                      | I Believe in True Love  | 58    | 6      | 1855     | 3        | 9     | 6     |
| 16    | Manntra                             | In The Shadows          | 55    | 5      | 3921     | 7        | 12    | 4     |

| Détail du vote des jurys régionaux | Détail du vote des jurys régionaux | Détail du vote des jurys régionaux | Détail du vote des jurys régionaux | Détail du vote des jurys régionaux | Détail du vote des jurys régionaux | Détail du vote des jurys régionaux | Détail du vote des jurys régionaux | Détail du vote des jurys régionaux | Détail du vote des jurys régionaux | Détail du vote des jurys régionaux | Détail du vote des jurys régionaux | Détail du vote des jurys régionaux |
| Chanson                            | Zagreb                             | Vukovar                            | Varaždin et Čakovec                | Rijeka                             | Pula                               | Osijek                             | Zadar                              | Knin et Šibenik                    | Split                              | Dubrovnik                          | Total                              | Points                             |
| ---------------------------------- | ---------------------------------- | ---------------------------------- | ---------------------------------- | ---------------------------------- | ---------------------------------- | ---------------------------------- | ---------------------------------- | ---------------------------------- | ---------------------------------- | ---------------------------------- | ---------------------------------- | ---------------------------------- |
| Vrijeme predaje                    | –                                  | –                                  | –                                  | –                                  | –                                  | 3                                  | –                                  | –                                  | 1                                  | –                                  | 4                                  | 0                                  |
| Tell Me                            | –                                  | 1                                  | –                                  | –                                  | –                                  | –                                  | –                                  | –                                  | 1                                  | –                                  | 2                                  | 0                                  |
| Nisam to što žele                  | –                                  | 10                                 | –                                  | –                                  | –                                  | –                                  | –                                  | –                                  | –                                  | –                                  | 10                                 | 0                                  |
| Ne postojim kad nisi tu            | –                                  | 2                                  | 4                                  | 3                                  | 3                                  | –                                  | 4                                  | 4                                  | 4                                  | 5                                  | 29                                 | 2                                  |
| Don't Give Up                      | 6                                  | 3                                  | 12                                 | –                                  | 2                                  | 6                                  | 3                                  | 5                                  | –                                  | 4                                  | 41                                 | 4                                  |
| Tebi pripadam                      | –                                  | 7                                  | 3                                  | –                                  | –                                  | 2                                  | –                                  | –                                  | –                                  | –                                  | 12                                 | 0                                  |
| Back to That Swing                 | 2                                  | –                                  | 2                                  | 4                                  | 5                                  | 4                                  | 2                                  | 2                                  | 2                                  | –                                  | 23                                 | 1                                  |
| Brutalero                          | 12                                 | –                                  | –                                  |                                    | 10                                 |                                    |                                    | 8                                  | 8                                  | –                                  | 38                                 | 3                                  |
| All I Really Want                  | 4                                  | 4                                  | 1                                  | 5                                  | 12                                 | 10                                 | 7                                  | 12                                 | 3                                  | 10                                 | 68                                 | 8                                  |
| Indigo                             | 1                                  | –                                  | 8                                  | 2                                  |                                    | 1                                  | 1                                  | –                                  | –                                  | 6                                  | 19                                 | 0                                  |
| 'The Dream                         | 8                                  | 5                                  | 6                                  | 12                                 | 7                                  | 8                                  | 6                                  | 1                                  | 12                                 | 12                                 | 77                                 | 12                                 |
| Redemption                         | 3                                  | 6                                  | 10                                 | 8                                  | 4                                  | 12                                 | 5                                  | 7                                  | 5                                  | 2                                  | 62                                 | 7                                  |
| Tek je počelo                      | 5                                  | –                                  | –                                  | 1                                  | 1                                  | –                                  | –                                  | –                                  | –                                  | 3                                  | 10                                 | 0                                  |
| Tower of Babylon                   | 10                                 | –                                  | 7                                  | 6                                  | 6                                  | 7                                  | 8                                  | 10                                 | 10                                 | 8                                  | 72                                 | 10                                 |
| I Believe in True Love             | –                                  | 12                                 | 5                                  | 7                                  | 8                                  | –                                  | 10                                 | 3                                  | 6                                  | 7                                  | 58                                 | 6                                  |
| In The Shadows                     | 7                                  | 8                                  | –                                  | 10                                 | –                                  | 5                                  | 12                                 | 6                                  | 7                                  | –                                  | 55                                 | 5                                  |

La finale se conclut par la victoire de Roko Blažević et de sa chanson The Dream, qui représenteront donc la Croatie à l'Eurovision 2019.

## À l'Eurovision
La Croatie participe à la deuxième demi-finale, le 16 mai 2019. Le pays s'y classe 14e avec 64 points et ne se qualifie pas pour la finale.